# Стеклянные лягушки
Стеклянные лягушки (лат. Centrolenidae) — семейство бесхвостых земноводных, обитающих в Южной Америке. Ранее входили в состав семейства квакш. Особенностью представителей данного семейства является полупрозрачность тела, особенно кожных покровов.

## Описание
Мелкие земноводные, размеры большинства видов колеблются в пределах 20—30 мм. Исключение составляет Centrolene gekkoideum, достигающая 75 мм. Внешне очень похожи на квакш. Тело плоское, голова относительно широкая, плоская и короткая. Глаза очень большие, направленные вперёд, что обеспечивает бинокулярное зрение. Зрачки горизонтальные, щелевидные днём, ночью становятся почти круглыми. Конечности относительно длинные и тонкие. Пальцы с присосками, помогающими удерживаться на гладких поверхностях листьев деревьев. На задних лапах есть перепонки, увеличивающие поверхность стопы, что помогает лягушкам перемещаться по зыбким поверхностям.
Окрас спины, как правило, зелёный с многообразием оттенков: от желтовато-зелёного до оливково-зеленого, изредка коричневый. Отличительная особенность представителей данного семейства — на животе и груди кожа стеклянных лягушек почти прозрачная, через неё можно увидеть внутренние органы: печень, сердце, желудочно-кишечный тракт и даже наблюдать икру у беременных самок. Мышцы, кости и другие ткани многих видов также прозрачные или полупрозрачные.
Маскировка прекрасно развита, даже кости некоторых видов окрашены в зелёный цвет. Это связано с тем, что соли жёлчных кислот хранятся в костях и используются в качестве красителей. Два вида семейства (Centrolenella fleischmanni и Centrolenella prosoblepon) обладают пигментами, отражающими инфракрасное излучение с той же длиной волны, что и у растений. Это помогает им в терморегуляции и маскировке.
Вокализация самцов представляет собой писк или свист. У некоторых видов одна особь может спровоцировать многоголосный хор, распространяющийся по течению реки.

## Образ жизни
Живут стеклянные лягушки, как правило, в горных тропических лесах. Многие виды обитают рядом с водой, особенно любят ручьи с быстрым течением и водопады. Однако, непосредственно с водой лягушки не связаны, и поиск пищи, спаривание и кладка икры происходят на листьях деревьев и кустарников. Только головастики развиваются в воде, но после метаморфоза выходят на сушу и больше в воду не возвращаются. Активны в дождливую или очень влажную погоду. Днём прячутся в листве, из укрытий выходят лишь с наступлением сумерек.

## Размножение
Икру обычно откладывают на листьях деревьев или кустарников, нависающих над проточной водой горных ручьев и небольших рек. Это помогает уберечь икру от хищников, но делает уязвимой для паразитарных личинок некоторых видов мух. Самцы многих видов охраняют кладку. Они не только защищают яйца, но и поддерживают их влажность, регулярно опустошая на кладку мочевой пузырь. Они также поедают поврежденные или поражённые микробами икринки, чтобы защитить остальную кладку от инфекций.
Стадия головастика является наименее изученной в жизненном цикле стеклянных лягушек. Через две недели, после вылупления из икры головастики падают в воду. Если падают на берег, то с помощью хвоста добираются до воды. Головастики удлиненные, с мощными хвостами и сильными плавниками, подходящими для жизни в быстром течении.

## Распространение
Ареал семейства охватывает тропическую Центральную Америку, тропические Анды, Сьерра-Невада-де-Санта-Марта в Колумбии, береговую Кордильеру, Венесуэлу, Тобаго, Гвианское плоскогорье, бассейн Амазонки и бразильский атлантический лес.

## Классификация
По состоянию на февраль 2023 года в семейство включают 2 подсемейства, 12 родов и 158 видов:
Centroleninae Taylor, 1951
- Centrolene Jimenez de la Espada, 1872 — Гекконовые лягушки (24 вида)
- Chimerella Guayasamin et al., 2009 (2 вида)
- Cochranella Taylor, 1951 (8 видов)
- Espadarana Guayasamin et al., 2009 (5 видов)
- Nymphargus Cisneros-Heredia & McDiarmid, 2007 (42 вида)
- Rulyrana Guayasamin et al., 2009 (6 видов)
- Sachatamia Guayasamin et al., 2009 (5 видов)
- Teratohyla Taylor, 1951  (5 видов)
- Vitreorana Guayasamin at al., 2009 (10 видов)

Hyalinobatrachinae Guayasamin at al., 2009
- Celsiella Guayasamin at al., 2009  (2 вида)
- Hyalinobatrachium Ruiz-Carranza & Lynch, 1991 (35 вида)

Виды incertae sedis
- Ikakogi Guayasamin at al., 2009

- Ikakogi ispacue Rada  at al., 2019
- Ikakogi tayrona (Ruiz-Carranza and Lynch, 1991)

- Centrolene acanthidiocephalum Ruiz-Carranza & Lynch, 1989
- Centrolene azulae (Flores & McDiarmid, 1989)
- Centrolene medemi (Cochran & Goin, 1970) — Стеклянная лягушка Медема
- Centrolene petrophilum Ruiz-Carranza & Lynch, 1991
- Centrolene quindianum Ruiz-Carranza & Lynch, 1995
- Centrolene robledoi Ruiz-Carranza & Lynch, 1995
- Cochranella duidaeana (Ayarzaguena, 1992)
- Cochranella euhystrix (Cadle & McDiarmid, 1990)
- Cochranella geijskesi (Goin, 1966) — Суринамская стеклянная лягушка
- Cochranella ramirezi Ruiz-Carranza & Lynch, 1991
- Cochranella riveroi (Ayarzaguena, 1992)
- Cochranella xanthocheridia Ruiz-Carranza & Lynch, 1995

## Фото
- Centrolene robledoi
- Cochranella granulosa
- Centrolene paezorum
- Centrolene savagei
- Cochranella euknemos
- Espadarana prosoblepon
- Nymphargus rosada
- Rulyrana susatamai
- Sachatamia albomaculata
- Sachatamia punctulata
- Teratohyla midas
- Кладка икры стеклянной лягушки